# Isla Noblecilla
Isla Noblecilla es un caserío peruano ubicado en el distrito de Matapalo, perteneciente a la provincia de Zarumilla del departamento de Tumbes, al norte del Perú. 

## Ubicación
Isla Noblecilla se ubica al este de la provincia de Zarumilla, en el distrito de Matapalo, en el departamento de Tumbes. Se ubica cerca a la frontera ecuatoriana-peruana.

## Demografía
En 2017 Isla Noblecilla tenía una población de 80 habitantes.
| Gráfica de evolución demográfica de Isla Noblecilla entre 1993 y 2017 |
|                                                                       |
| Fuentes: Población 1993 y 2017                                        |